# بوبا گامپ شریمپ
بوبا گامپ شریمپ (انگلیسی: Bubba Gump Shrimp) شرکت رستوران‌های زنجیره‌ای آمریکایی است، که در سال ۱۹۹۶ تأسیس شد.